# Campaña de De la Gardie
La campaña de De la Gardie (en sueco: De la Gardieska fälttåget; en ruso: Поход Делагарди) es como se denomina a las acciones de una unidad de 5000 soldados suecos, comandados por Jacob De la Gardie y Evert Horn en alianza con el comandante ruso Mijaíl Skopín-Shuiski contra la Mancomunidad de Polonia-Lituania en la guerra polaco-rusa (1605-1618). La campaña fue resultado de la alianza entre Carlos IX de Suecia y Basilio IV de Rusia, acordada en Viborg en 1609, en la que el último prometió cederle el condado de Kexholm al primero y 32 000 rublos mensuales para el mantenimiento del ejército. Jacob de Gardie era un joven teniente general desde diciembre de 1608, al mando de las tropas suecas en Finlandia.
El contingente sueco entró en Rusia el 26 o 27 de marzo de 1609, encontrándose con una pequeña unidad rusa cerca de la localidad de Sestroretsk con la que se dirigieron a liberar a Koporie del asedio al que estaba siendo sometida. Dejaron aquí una parte de las tropas y se dirigieron a reunirse con Skopín Shuiski (sobrino del zar Vasili Shuiski) ante Nóvgorod. El ejército ruso estaba formado por apenas 1000-1500 soldados, hecho que contrarió a De la Gardie, que esperaba más. Esa sería su primera decepción, puesto que al acabar el asedio, encontraría que Shuiski solo le daba una parte del dinero acordado en Viborg para pagar a los soldados. Asimismo, el 2 de enero de 1610, levantaron el sitio del Monasterio de la Trinidad y de San Sergio.
Los hombres de Horn se habían dirigido a Staraya Rusa, y hasta allí llegó De la Gardie el 12 de mayo con el grueso de las tropas, derrotando a los partidarios de Dimitri II en Kamenka. Dispersado, ese ejército se estableció en Túshino, un pueblo a unas doce verstás de Moscú, donde obligaron a huir al impostor. El 12 de marzo de 1610, tras haberse enfrentado el cuerpo principal de la facción ruso-sueca a las tropas polacas en Tver en el camino, las tropas de Skopín-Shuiski y de De la Gardie entraron en Moscú, sofocando la rebelíón contra el zar.

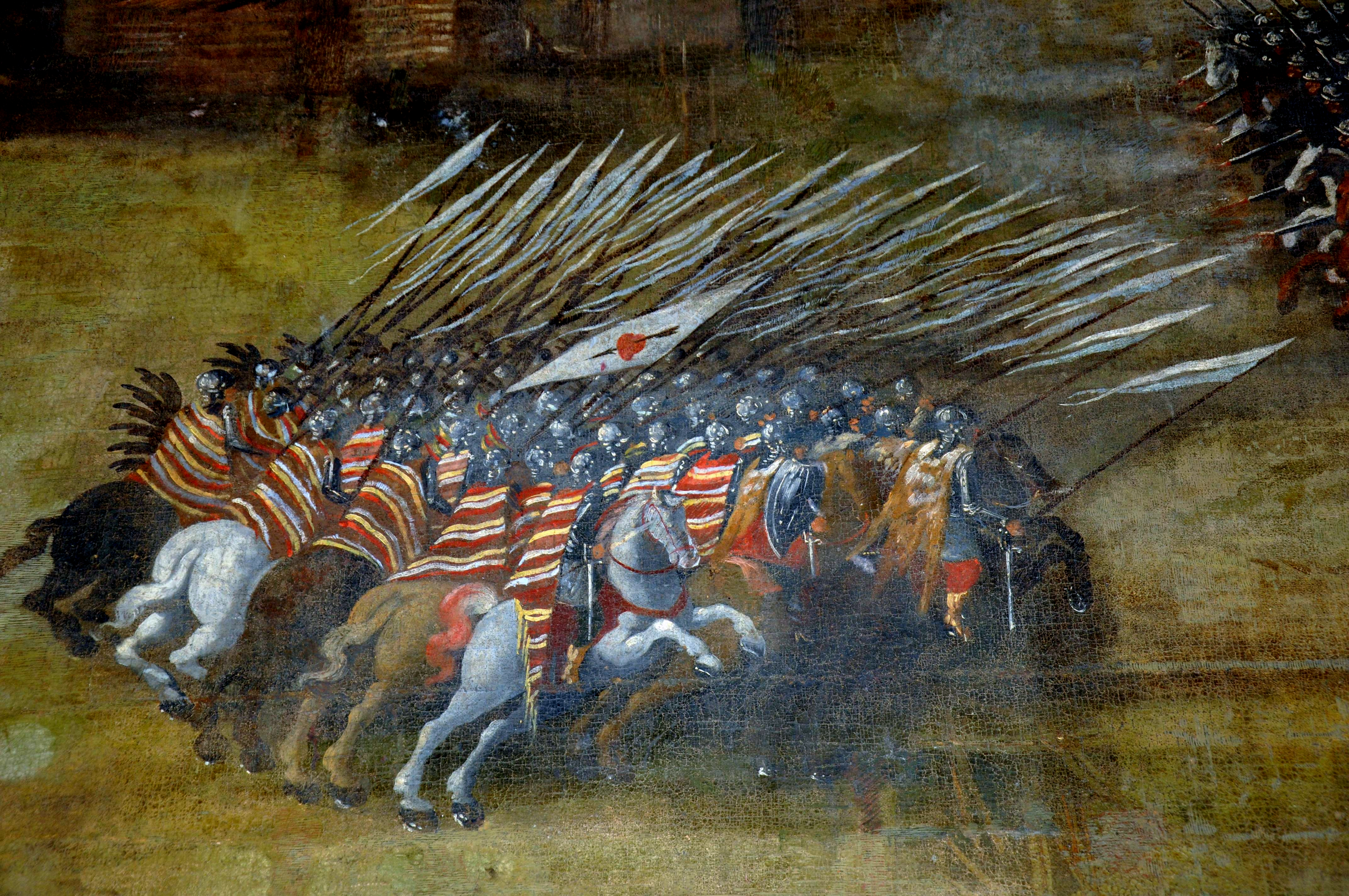
Húsares polacos en Klushino.

En abril, Mijaíl Skopín-Shuiski murió en extrañas circunstancias en Moscú. En junio De la Gardie y Dmitri Shuiski se pusieron en marcha para romper el sitio de Smolensk, sometida por las tropas polacas del hetman Stanislaw Zolkiewski. La relación entre los aliados se había erosionado tras las revueltas de los mercenarios por los impagos y porque Rusia no había cedido todavía Kexholm a Suecia. Queriendo sorprender en la retaguardia a Zolkiewski, las tropas ruso-suecas dieron un rodeo por el norte. Zolkiewski, enterado de la maniobra, dirigió al grueso de sus tropas, dejando una fuerza suficiente en Smolensk para sostener el sitio, al encuentro de De la Gardie y Shuiski. La batalla tuvo lugar en Klushino, siendo una tremenda derrota para las fuerzas de la coalición.
Tras ese desastre militar para los intereses de Basilio IV, éste perdió casi todos sus apoyos, y se empezó a aceptar que Vladislao IV Vasa, hijo de Segismundo III Vasa, sería el nuevo zar. Las tropas suecas exigieron Kexholm y, al no recibirlo, dieron comienzo a la guerra de Ingria.